# Antonio Cuevas (actor)
Antonio Cuevas  (Madrid, España, el 28 de mayo de 1953) es un actor de cine, teatro, televisión y profesor de actuación español, que ha desarrollado su carrera artística principalmente en Venezuela.

## Biografía
Antonio Cuevas (28 de mayo de 1953, en España) se graduó en educación en la Universidad de Almería, fue fundador y miembro activo de Bochica, grupo abierto de teatro de Almería, con el que protagoniza más de una decena de montajes en los años setenta, tanto de teatro infantil y juvenil, como clásico y contemporáneo.
En el año 1982, se traslada a Caracas, Venezuela, para intervenir en diversos géneros artísticos, apareciendo como Presentador de La Luna-Café Concert,  y, a la vez, se hace notar en la televisión, tanto en comedias, como unitarios, comerciales, novelas y películas de cine. Sus trabajos artísticos se han desarrollado en el género de la telenovela, en papeles secundarios, en El Paseo de la Gracia De Dios, Volver A Vivir, Niña Mimada, Mis 3 Hermanas, Juana La Virgen. También ha intervenido en películas, destacando su papel protagónico en Muerte Suspendida, en papeles secundarios de relevancia en Miranda Regresa y Taita Boves.
Es el fundador del grupo Tapete Teatro, en el que se han desarrollado obras teatrales y tiene como actividad fundamental la enseñanza de nuevos actores.

## Filmografía

### Películas
| Obra                | Año  | Personaje          |
| ------------------- | ---- | ------------------ |
| Miranda Regresa     | 2007 | Roscio             |
| Taita Boves         | 2010 | Español            |
| La Hora Cero        | 2010 | Doctor Hernández   |
| Muerte Suspendida   | 2015 | Bernardino Correia |
| La Planta Insolente | 2017 | Manuel Matos       |
| Desafío Urbano      | 2018 | Profesor           |

### Telenovelas
| Obra                     | Año  | Personaje            |
| ------------------------ | ---- | -------------------- |
| Mujer Secreta            | 1999 | Bernardo Romero      |
| Mis 3 hermanas           | 2000 | Vicente Quintana     |
| Juana la virgen          | 2002 | Ramón                |
| Mi Gorda Bella           | 2002 | Doctor               |
| Estrambótica anastacia   | 2004 | Padre Juan           |
| El Desprecio             | 2006 | Rey Lozada           |
| Calle Luna, Calle Sol    | 2019 | Giuseppe Mastronardi |
| Monica entre Mar y Cielo | 2019 | Hidelfonso           |